# كيف غلب الغرب (فلم)
كيف غُلب الغرب (بالإنجليزية: How the West Was Won) هو فيلم ملحمي تم إنتاجه في الولايات المتحدة وصدر في سنة 1962.

## الميزانية والإيرادات
بلغت تكلفة إنتاج الفيلم حوالي 14,483,000 دولار بينما حقق أرباحا تقدر بـ 50,000,000 دولار.

### ترشيحات وجوائز
| السنة | الحدث  | الفئة     | النتيجة |
| ----- | ------ | --------- | ------- |
|       | أوسكار | أفضل فيلم | ترشـيـح |

## وصلات خارجية
- مقالات تستعمل روابط فنية بلا صلة مع ويكي بيانات